# 查圖加縣 (喬治亞州)
查圖加縣（英語：Chattooga County）是美国喬治亞州西北部的一個縣，西鄰亚拉巴马州，面積812平方公里。根據2020年美國人口普查統計，共有人口24,965人。縣治薩默維爾（Summerville）。該縣成立於1838年12月28日，縣名來自同名的河。